# Djelfa
Djelfa é uma cidade argelina. É a capital da wilaya de Djelfa. Possui cerca de 1,164,870 habitantes (16 de abril de 2008) e está a 290 km de Argel. Encontra-se a 1200m altitude (1270m o lugar o mais alto se chama Thniyet Legful) , com clima seco e árido no verão  e frio no inverno.
Foi fundada em 1852 como um posto militar francês. Foi desenhada como um acampamento com formas geométricas. Atualmente as muralhas foram destruídas e um jardim foi instalado no lugar.